# Templo de Ares (Atenas)
El Templo de Ares (en griego: Ναός του Άρη) era un templo períptero dórico hexástilo dedicado a Ares, situado en la parte norte del Ágora de Atenas, entre el Altar de los Doce Dioses y el Odeón de Agripa. El templo fue identificado como el mencionado por Pausanias como dicho santuario.
Las ruinas preservadas indican una historia compleja. Los fragmentos del templo hallados en el Ágora permiten reconstruir completamente, aunque de forma provisional, el aspecto y el programa escultórico del templo. El templo tenía un gran altar al este y estaba rodeado de estatuas. Una terraza al norte daba a la Vía Panatenaica. La esquina noroeste del templo se superpone a una de las tumbas micénicas mejor conservadas del Ágora, que estuvo en uso entre 1450 y 1000 a. C. aproximadamente.
El templo se encontraba originalmente en Palene (moderna Gerakas), donde estaba dedicado a Atenea Palenis y, probablemente, a Apolo, donde se han encontrado los cimientos de un templo, pero sin rastro de superestructura.
Es uno de los cuatro templos del arquitecto Teseon y fue construido probablemente hacia 440-436 o 430-425 a. C. Es el mayor de varios «templos itinerantes», que fue desmantelado, trasladado y reconstruido sobre cimientos romanos en tiempos de Augusto, práctica común en la Grecia romana. En la segunda mitad del siglo II d. C., el tejado del templo fue derribado para construir el muro de fortificación posterior a los hérulos. Las esculturas fueron sistemáticamente desfiguradas por los cristianos en el siglo V d. C.  y los restos de la estructura fueron demolidos en el VI
Los cimientos son de época romana temprana, pero los fragmentos de mármol de la superestructura, emplazados en el extremo oeste del templo, se remontan al siglo V a. C.. Se puede asegurar que los restos arqueológicos pertenecen a un templo dórico y períptero, de tamaño, planta y fecha similares a los del Hefestión. Otro posible emplazamiento original es Acarnas, demo del Ática donde desde época clásica está atestiguado el culto a Ares y a Atenea.

## Templo de Atenea Palenis
El templo se alzaba originalmente en el santuario de Atenea Palenis, donde se han encontrado cimientos de un templo que coinciden con las dimensiones del templo del Ágora. Estos cimientos se encuentran en la esquina de las calles Androutsou y Zalougou, en la actual Stavros, en Gerakas, un suburbio del noreste de Atenas, donde se encontraba el antiguo demo de Palene. Este yacimiento se encuentra en la base de la colina de Ceraes, nombrada por Eurípides como la «colina sagrada de Atenea Palenis». Los cimientos están orientados noroeste-sureste, de modo que se alinean casi perfectamente con Delos. Tienen 16,35 metros de ancho y 35,25 metros de largo. Las esquinas suroeste y noroeste del edificio se han perdido y gran parte del lado oeste del templo ha quedado sin excavar porque está bajo una vivienda. El terreno está inclinado, por lo que los cimientos tienen más de 2,53 metros de profundidad en el extremo oeste, pero sólo 1 metro en algunas partes del extremo este. Los cimientos consisten en una serie de muros de cimentación que subyacen a los muros y columnas de la superestructura. Estos muros de cimentación se asientan sobre la roca madre. Muestran que se trataba de un templo dórico hexástilo cuyas columnas, muros y escalones tenían las mismas dimensiones que el Templo de Ares en el Ágora. En el extremo oeste del templo se encontraron dos pequeños fragmentos de mármol: uno de una tromba de agua con cabeza de león rota y el otro, un estrecho trozo de mármol del estilóbato. No se encontró ningún otro resto de la superestructura, lo que sugiere que toda la estructura fue desmontada y reconstruida en otro lugar.
El templo de Atenea Palenis en Palene se menciona en diversas fuentes literarias y epigráficas. Atenea fue asociada con Palene en varios mitos griegos, incluyendo la muerte de Palas durante la Gigantomaquia y el nacimiento de Erictonio. Se dice que el mítico rey Euristeo fue enterrado frente al templo. El demo también había sido el lugar de la victoria de Teseo sobre sus primos, los Palántidas, que constituyó el primer paso de su legendaria unificación del Ática.
El santuario era un lugar religioso clave para los cuatro demos vecinos de Palene, Acarnas, Gargetto y Peania, que juntos formaban una liga. La alineación del templo con Delos y las esculturas del pronaos y el opistodomos indican que aquí se adoraba a Apolo junto a Atenea. Ares, por el contrario, no estaba asociado al templo de ninguna manera en esta etapa. Basándose en las características de la superestructura hallada en el Ágora, William Bell Dinsmoor dató el templo clásico en torno a 440-436 a. C.. Basándose en las características de la escultura, Andrew Stewart et al. la sitúan ca. 430-425 a. C. y proponen que se erigió a consecuencia de la Plaga de Atenas.
El templo clásico de Atenea Palenis fue precedido por un templo arcaico, que existía en el momento de la toma final del poder de Pisístrato en 546 a. C.. Un triglifo aislado que data de alrededor del 650 a. C., que fue encontrado cerca de la iglesia de San Jorge en 1927, puede derivar de este templo. Las figurillas del siglo VII a. C. depositadas en los cimientos del templo clásico probablemente también proceden del santuario arcaico. Este templo arcaico podría estar situado al noreste de los cimientos del templo clásico.

### Traslado
El templo fue trasladado al Ágora y vuelto a dedicar a Ares durante el reinado de Augusto. Un cuenco de terracota encontrado en el embalaje de los cimientos en el Ágora confirma la fecha augustea. Las marcas de canteros talladas en los bloques para facilitar el montaje del templo utilizan formas de letras características de la época de Augusto. El templo está alineado con el Odeón de Agripa, construido entre el 15 a. C. y el 13 a. C. aproximadamente. Un desagüe que va hacia el norte desde el Odeón se desvía alrededor del altar del templo, lo que demuestra que el traslado del templo es posterior a la construcción del Odeón alrededor del 13 a. C.
El templo estuvo vinculado por primera vez a Ares en el momento de este traslado. Stewart et al. proponen que también siguió siendo sagrado para Atenea Palenis, pero no hay evidencia explícita de esto. Una inscripción en la base de una estatua (IG II3 4, 242) encontrada cerca del Ágora registra la dedicación de una estatua por parte de «la comunidad de Acarnas... como ofrenda de agradecimiento a Ares y Augusto», cuando un tal Apolófanes era sacerdote de Ares. Esto probablemente está relacionado de alguna manera con el traslado del templo al Ágora, ya que Acarnas fue la ubicación del principal culto de Atenas para Ares desde el siglo IV a. C. hasta el período helenísticoo. Una base de estatua encontrada en el Ágora inscrita con una dedicatoria a Cayo César «el Nuevo Ares» (IG II2 3250) puede haber estado asociada con el templo. Varios autores han sugerido en consecuencia que el traslado del templo estaba asociado con la visita de Cayo César a la ciudad en el año 1 a. C. o a su muerte en el año 4 d. C. Alternativamente o adicionalmente, podría estar vinculado con la dedicación del Templo de Marte Ultor en Roma por Augusto en el año 2 a. C.

#### Las marcas de los canteros
A medida que se demolía el templo de Palle, se grababa en cada bloque una marca de cantero, consistente en dos o tres letras, que permitiría colocarlo en su ubicación correcta en el nuevo emplazamiento. Se utilizaron diferentes sistemas para las distintas partes del edificio. Las marcas en los fragmentos del crepidoma consisten en tres letras (por ejemplo, ΓΓΕ, ΕΔΔ, ΨΔΔ). La letra final indicaba de qué lado del edificio procedía el bloque: Α (griego aristera, "izquierda"), Δ (griego dexia, "derecha"), Ε (griego eisodos, "entrada"), Ο (oposteros, "parte trasera"), Θ (griego thyra, "puerta", refiriéndose al muro transversal que contiene la puerta principal). La segunda letra indicaba de qué escalón procedía el bloque, contando hacia abajo desde Α (superior/estilóbato), hasta Δ (cuarto escalón/eutinteria). La primera letra indicaba dónde se encontraba el bloque dentro del recorrido, contando desde el bloque situado más a la izquierda desde el punto de vista de alguien que se encontrara fuera del templo hasta el bloque situado más a la derecha. Este sistema también se utilizaba para los bloques de los muros, las columnas, el entablamento y la cornisa, pero la segunda letra se omitía cuando era irrelevante u obvio. Dinsmoor propuso un sistema ligeramente diferente, que fue refutado por descubrimientos posteriores.

## Templo en el Ágora

Plano del Ágora en época imperial romana. El templo de Ares es el número 34.

El templo se encuentra en la actualidad en la parte norte del Ágora, al este del Templo de Apolo Patroos y al norte del Odeón de Agripa, con el que está alineado. Una inscripción del 99/100 d. C. menciona de pasada que Tito Coponis Máximo era el sacerdote de Ares Enialio y Enío (IG II2 1072), que generalmente se asume que es el culto basado en este templo.

### Cimientos y entorno

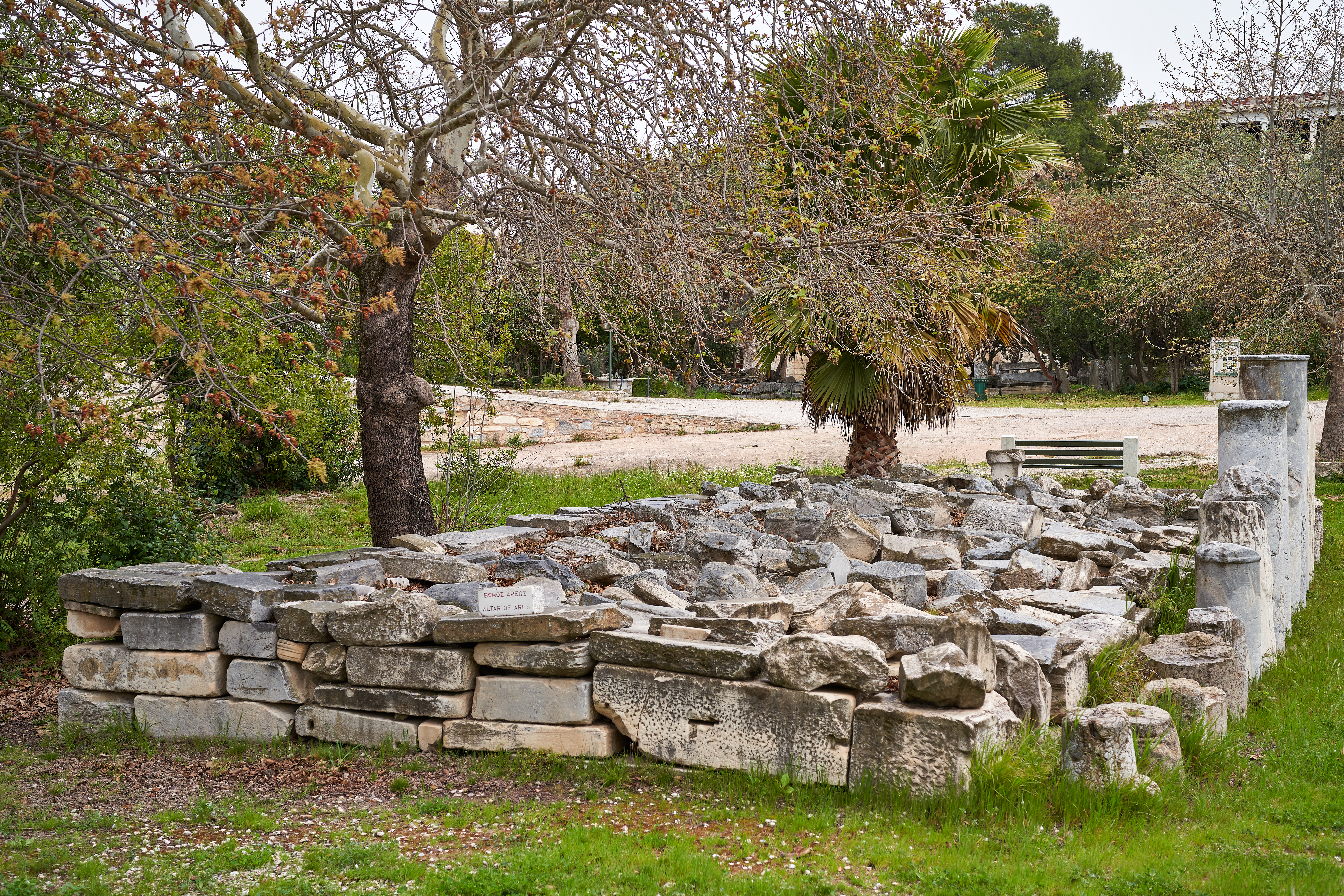
Restos del altar del Templo de Ares.

Los cimientos consisten en un relleno de piedras rotas sobre la roca madre, cinco capas de bloques de poros y una eutinteria de mármol. Estos cimientos miden 35,032 metros de largo por 16,202 metros de ancho. La parte oriental permanece in situ, la occidental solo era visible como recortes en el lecho rocoso. Los bloques de poros parecen haber sido expoliados del Arsenal helenístico que estaba situado en la colina de  Colono Agoraios y presumiblemente destruido tras el saqueo de Atenas en el 86 a. C.. En el Ágora ateniense, este estilo de cimentación es típico de principios del siglo I d. C. y el nivel del suelo asumido por los cimientos coincide con el de principios de la época romana. En el extremo este del templo, había una gran escalera de 1,30 metros de largo por 4,7 metros de ancho que conducía a la entrada principal.
Había una terraza a lo largo del lado norte del templo, que se extendía hacia el norte 6,75 m desde el templo en el extremo oeste y 7,50 m en el extremo este, sostenida por un muro de contención de 1,44 m de altura de bloques de poros reutilizados. Es posible que esta zona se utilizara para las estatuas y como mirador para contemplar las procesiones de la Vía Panatenaica al norte. Una basa de poros de finales del siglo VI a. C. a. C. o principios del V a. C., de 2,40 x 2,40 metros, se encontraba al norte del extremo oriental del templo. La Vía Panatenaica se dobla para rodearla, lo que indica su importancia. Al otro lado de la vía hay otra basa similar. Ambas pueden haber llevado hermas.
En el lado sur del templo hay tres grandes basas monumentales: una en el extremo occidental, otra en el centro y otra en el extremo oriental. La central data del siglo IV a. C. o período helenístico. La basa oriental es de conglomerado y poros y mide 3,08 x 4,10 m. Es posterior al templo de Augusto.
Hay otra terraza delante del templo, que se extiende 8,25 m hacia el este. La zona central, justo delante del templo, estaba pavimentada con losas de mármol del Himeto. A unos diez metros al este del templo, en esta zona pavimentada, había un gran altar, que medía 5,62 m de este a oeste y 8,30 m de norte a sur. La parte oriental es el podio donde se sacrificaban los animales; la parte occidental es una escalinata de 2,12 m de largo y 7 ms de ancho. Probablemente tenía la misma altura que el estilóbato del templo. Un conjunto de ortostatos con escudos de piedra tallados en relieve puede haber recorrido el borde del altar. Había una inscripción en una banda sobre ellos (Ag. I 6634), pero es demasiado fragmentaria para leerla. Posteriormente se reutilizaron como apuntalamiento del pavimento. Un desagüe que va hacia el norte desde el Odeón de Agripa cruza esta zona y se desvía alrededor del altar Se erigió una base en la esquina suroeste del altar. Otra se situó al sureste. Un bloque de mármol con un anillo de hierro en la parte superior, utilizado como poste de enganche para los sacrificios, estaba situado al norte del altar, pero probablemente estaba relacionado con alguna estructura anterior.

### Superestructura

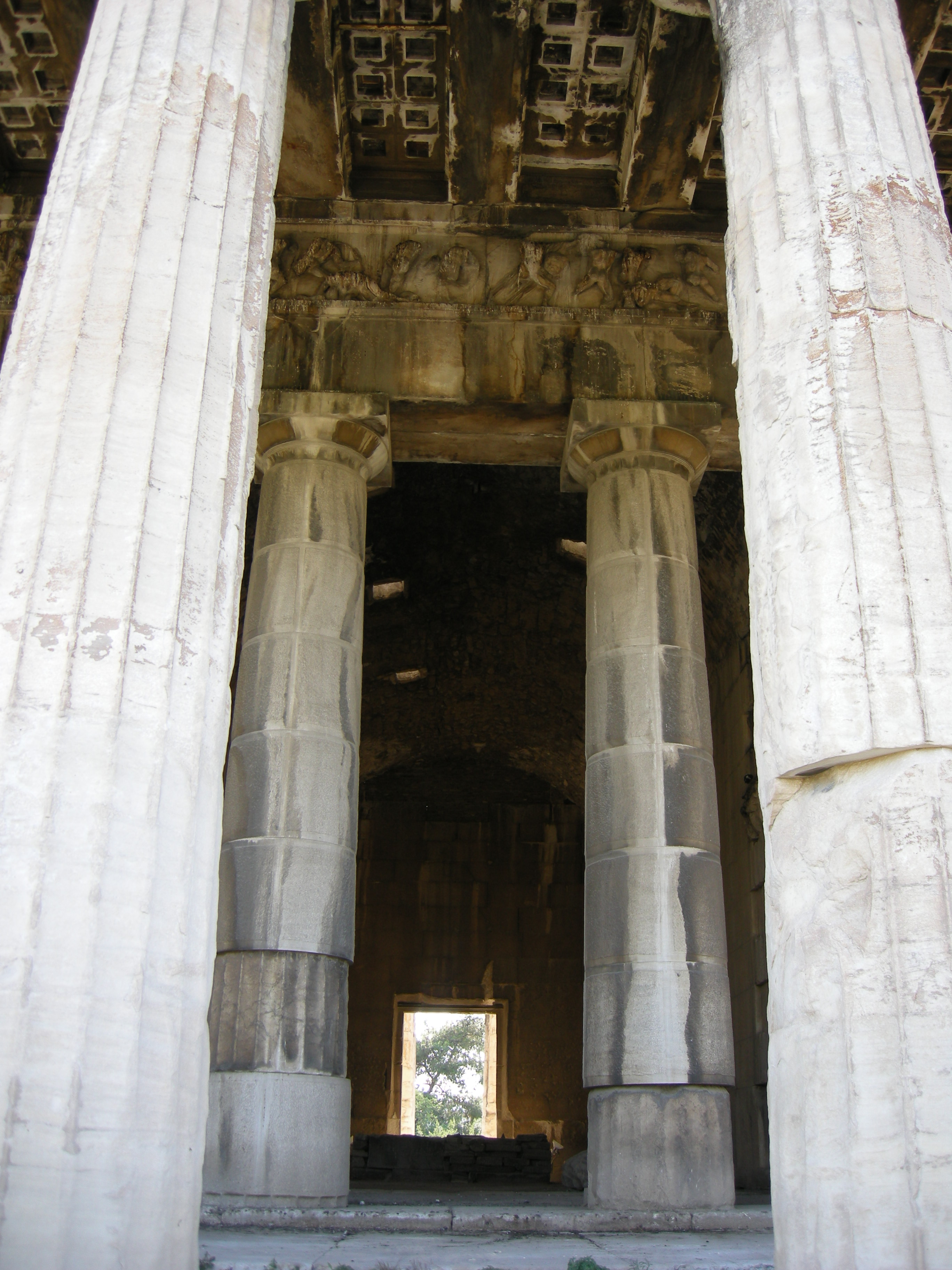
Pronaos del Templo de Hefesto, Atenas. El tambor inferior de la columna interior derecha procede del Templo de Ares y se incorporó al Hefestión durante las obras de restauración de 1937.

Se han encontrado alrededor de 230 fragmentos de la superestructura reutilizados en estructuras posteriores en todo el Ágora. Ahora se encuentran reunidos en el extremo occidental del templo. Están hechos de un característico mármol pentélico cristalino con vetas de clorita de color verde grisáceo. Se pueden datar estilísticamente en la segunda mitad del siglo V a. C., probablemente en la década del 430 a. C. El estilo y las dimensiones son particularmente similares al Hefestión, el Templo de Poseidón en Sunio y el Templo de Némesis en Ramnunte. Dinsmoor propuso que los cuatro templos fueron obra del mismo arquitecto, apodado el «arquitecto del Theseon»", que estuvo activo entre 449 y 432 a. C. y probablemente construyó este templo entre ca. 440-436 a. C. Las marcas de cantero y los agujeros de las clavijas de la época de Augusto indican que el templo originalmente estaba en otro lugar y fue desmantelado, trasladado y reconstruido sobre los cimientos romanos.
Las dimensiones de los cimientos y los fragmentos arquitectónicos indican que era un templo dórico hexástilo períptero, es decir, tenía una columnata que se extendía alrededor de todo el exterior, con seis columnas en los extremos delantero y trasero y trece columnas a lo largo de los lados norte y sur. El pronaos en el extremo oriental del templo contenía dos columnas entre las antas y una puerta a la cella y era inusualmente profundo (4,65 m). Estaba acompañado por un opistodomos cerrado y menos profundo en el extremo occidental. Toda la estructura se encontraba sobre un crepidoma de tres escalones, que tenía 1,068 metros de altura. En el escalón inferior del crepidoma, la superestructura tenía 34,961 m de largo por 16,125 ms de ancho; el edificio en sí tenía 32,847 m de largo por 14,052 m de ancho. La altura del templo desde el escalón inferior hasta la cornisa era de unos 9,7 m. El diseño es similar al Hefestión en el Ágora en la colina Colono Agoraios, pero un poco más grande.
Las columnas estaban estriadas con veinte acanaladuras y tenían un diámetro estimado de 1,074 ms en la basa y una altura estimada de unos 6,1 m. El intercolumnio era de 2,685 m.
De arriba abajo, el entablamento dórico constaba de un arquitrabe (probablemente de 0,847 m de altura), una fila de triglifos (0,838 ms de altura y 0,536-0,537 m de ancho, excepto los triglifos de las esquinas que tenían 0,555 m de ancho) y metopas (0,806 m de ancho), y una tenia con gutta blanca o dorada (0,344 m de alto) sobre un fondo azul. No está claro si las metopas tenían alguna escultura; No se han encontrado candidatos para esculturas de metopas. Por encima de esto había una cornisa rastrillada y simas rastrilladas decoradas con diseños de lotos y palmetas pintados y caños de agua con cabezas de león. El techo estaba hecho de tejas de mármol pentélico. Sobreviven tres vigas de mármol del techo, ocho fragmentos de vigas del techo y más de ochenta artesonados de mármol del techo interior. Cada casetón es una bóveda cóncava sencilla rodeada por una moldura en forma de óvalo. Las bóvedas estaban pintadas de azul, con un círculo rojo en el centro rodeado de dieciséis rayos amarillos y rayas rojas y verdes alrededor del borde. El óvalo estaba pintado con un patrón de huevos azules, dardos rojos y conchas doradas, todo sobre un fondo azul, y rodeado por una banda dorada y azul, una raya roja, una raya verde, una raya sin pintar y una banda roja. Estos casetones probablemente estaban ubicados en el pronaos.

### Esculturas
Las excavaciones del Ágora descubrieron grandes cantidades de fragmentos escultóricos, algunos de los cuales pueden atribuirse al templo. Estas atribuciones se basan en el uso de mármol pentélico, la datación estilística de finales del siglo V a. C. a. C., si la escala de las piezas coincide con las dimensiones reconstruidas del templo, los patrones de erosión (la escultura interior no debe estar erosionada) y si son temáticamente apropiadas para un templo como Atenea Palenis (según la Ley de Hölscher de Tonio, los temas escultóricos de un templo se elegían para «proporcionar un marco esculpido para [su] culto). Las esculturas en relieve a menudo se tallaban de manera sumaria en superficies que no serían visibles desde el suelo y tenían puntos de sujeción para conectarlas a la estructura. Los lugares de hallazgos cerca del templo a veces son indicativos. Algunas piezas incluyen restauraciones de fecha augustea, asociadas al traslado del templo al Ágora.

#### Acroteria

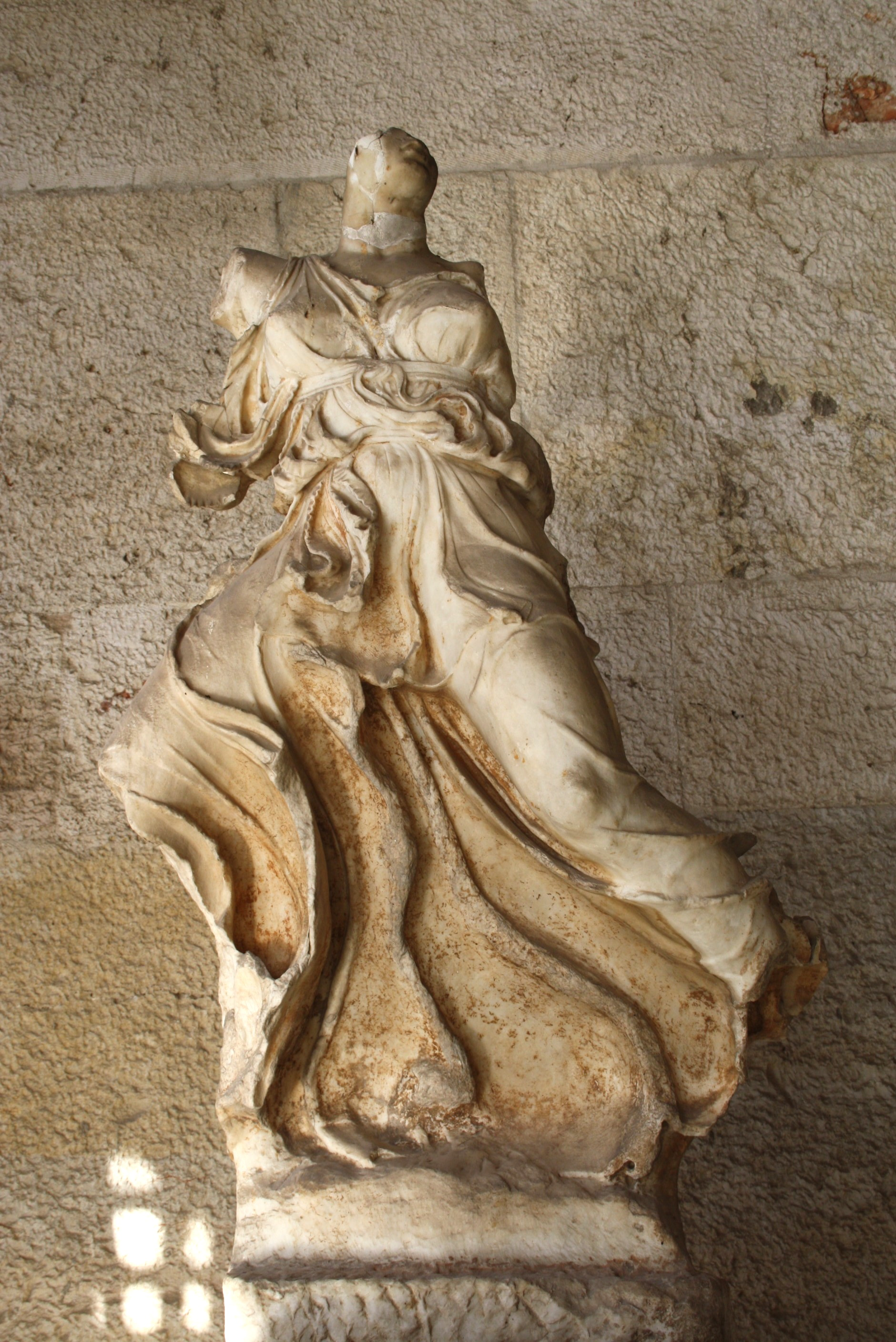
Escultura de Nike (inv. 312), probablemente el acroterio de la esquina noroeste del templo.

El acroterio oriental central era una escultura de mármol de una figura femenina con un quitón dórico. Se han perdido la cabeza, los antebrazos y la parte inferior de la pierna derecha. Los restos conservados miden 1,10 metros de altura, pero la altura original habría sido de 1,35 metros. La mayor parte de la escultura se encuentra en el Museo Arqueológico Nacional de Atenas (inv. NM 1732); Partes de la pierna izquierda se encuentran en el Museo del Ágora (inv. S 1539). Es posible que sostuviera un escudo fragmentario (inv. S 2489). El estilo de los drapeados sugiere una fecha en los años 430-420 a. C., pero con restauraciones sustanciales en el período augusteo. El diseño es similar a las esculturas de Nike, pero no tiene alas, por lo que probablemente sea Hebe, la diosa de la juventud, pero también es posible que se trate de Higía. Las acroteras de la esquina oriental eran Nereidas montando delfines, una de las cuales se encuentra en Atenas (inv. NM 3397 + 4798) y la otra en el Museo Arqueológico Nacional de  Nápoles (sin número de inventario). La pareja es simétrica, mide 1,10 m de altura y data del Años 390 a. C., lo que las hace significativamente más pequeñas y posteriores a las otras esculturas del templo. Probablemente se añadieron al templo cuando este fue trasladado al Ágora en el período augusteo, tal vez como referencia a la victoria naval en la Batalla de Accio.
El acroterio occidental central también era femenino, pero solo se conserva con certeza la cabeza (Ágora inv. S 373). Stewart et al. sugieren que era Iris, diosa del arco iris y mensajera de los dioses. Los acroterios de la esquina occidental eran estatuas de Nike. De estas, la suroccidental solo se conserva como brazo (Agora inv. S 312 Θ). La noroccidental (inv. S 312) está completa excepto por la parte superior de la cabeza, las alas, los brazos y partes de las piernas. Originalmente medía 1,38 mde altura y se la representaba corriendo hacia la derecha, con los brazos levantados y la cabeza girada para mirar a la izquierda. Estilísticamente, está datada alrededor del 425 a. C. Los eruditos la atribuyeron inicialmente a la cercana Estoa de Zeus, pero es demasiado grande para este entorno y muestra rastros de restauraciones del período augusteo similares a otras esculturas del templo. En el contexto original de Palene, este conjunto occidental de acroteras habría sido más visible desde la Vía Panatenaica.

#### Frontón
Las fachadas este y oeste tenían cada una un frontón que contenía un relieve triangular de 12,633 m de ancho y 1,507 m de alto. Las figuras habrían tenido entre 1,25 y 1,35 m de altura. Es difícil determinar si los fragmentos escultóricos pertenecían al frontón de este templo o al cercano Hefestión, ya que los dos templos tienen dimensiones y fecha similares, pero los fragmentos del templo de Ares están hechos de mármol pentélico y los del Hefestión están hechos de mármol de Paros. Se han identificado seis fragmentos, tres de cada extremo. 
Los fragmentos del frontón oriental consisten en una cabeza de Atenea con un casco ático de triple cresta, el torso y la parte superior de las piernas de un hombre desnudo en pose de contrapposto y los muslos de una mujer sentada o reclinada con drapeado. El torso masculino parece llevar el mismo tipo de marcas de cantero que los fragmentos arquitectónicos del templo. Probablemente se trata de una escena de Atenea «en su papel más formal "oficial" como diosa de la ciudad de Atenas», reuniéndose con una figura masculina, que probablemente sea Teseo, a punto de salir a enfrentarse a los invasores Palántidas. La batalla probablemente se representó en las metopas de abajo.
Los fragmentos del frontón oeste consisten en otra cabeza de Atenea con un casco ático, el torso y la parte superior de las piernas de una estatua de Atenea con ropaje y un gorgoneion alrededor del cuello, y la parte superior del torso de un hombre reclinado. El torso de Atenea tiene un par de marcas de cantero en los hombros. Parece que Atenea estaba en el centro de la escena y giraba la cabeza para dirigirse a alguien. El casco ático sugiere que lo hizo en su papel de diosa de la ciudad. Esta puede ser una escena de los atenienses que se disponen a luchar contra las amazonas invasoras, representadas en las metopas siguientes.

#### Metopas
La mayoría de las metopa sen las caras este y oeste del templo tenían 83,8 cm de alto y 80,15 cm de ancho, excepto las dos metopas más externas en cada extremo, que medían 83,2 por 83,8 cm. Stewart et al. identifican nueve fragmentos con dimensiones apropiadas. Los fragmentos de la cara este consisten en cinco torsos masculinos desnudos, en poses que sugieren que estaban enzarzados en una batalla. Stewart et al. proponen que estos representan a Teseo y los atenienses derrotando a sus primos, los Palántidas cerca de Palene. Teseo probablemente también apareció en la escena del frontón sobre las metopas. Los fragmentos de la cara oeste consisten en una cabeza masculina, una cabeza femenina y dos fragmentos con partes de un hombre desnudo matando a una mujer desnuda. Estos claramente pertenecen a una Amazonomaquia.

#### Altorrelieves

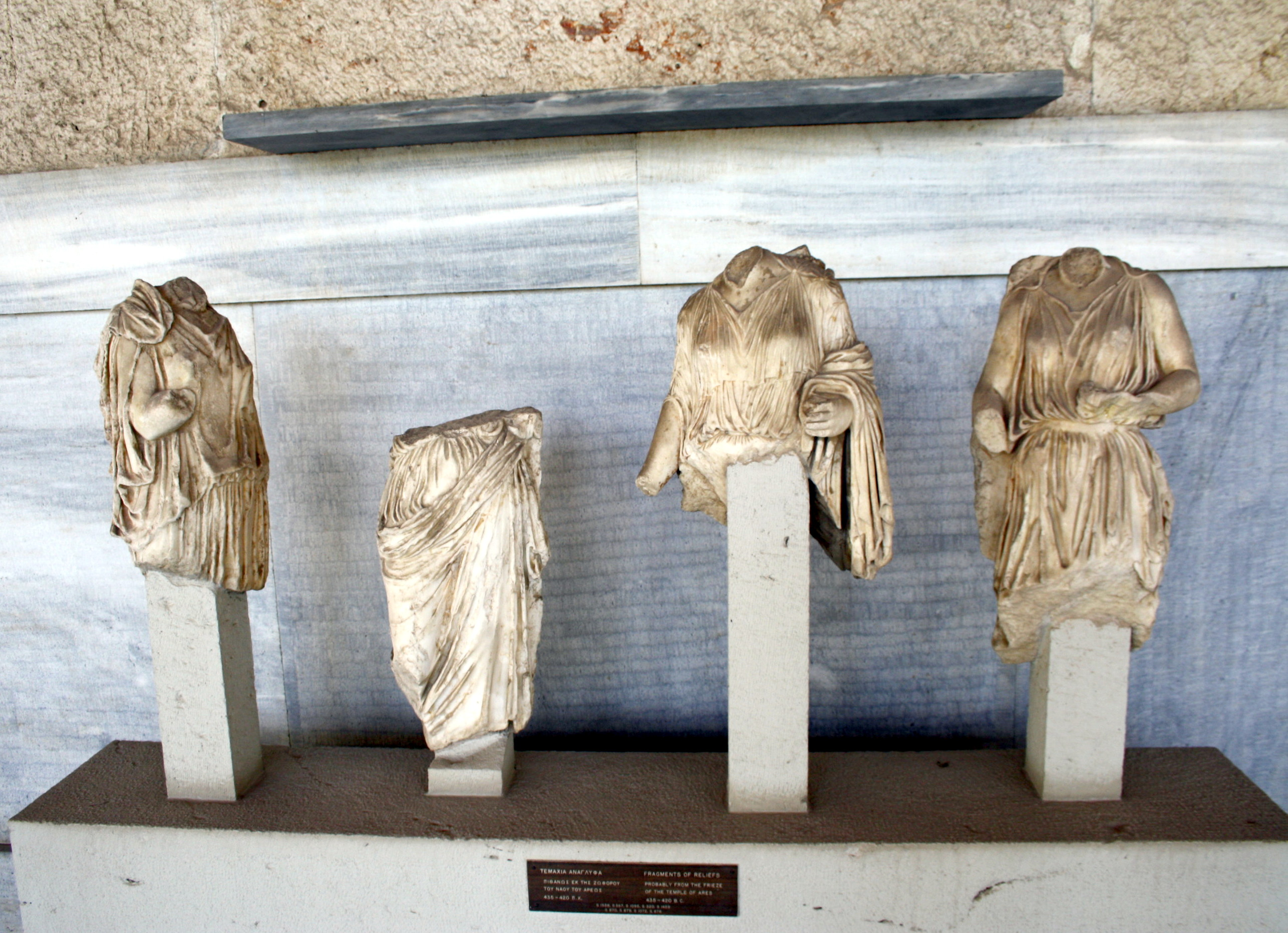
Fragmentos escultóricos del friso de altorrelieves expuestos en la Estoa de Átalo. De izquierda a derecha: torso femenino con un peplo argivo (inv. S 870); parte inferior de una figura femenina no identificada con quitón e himatión; torso femenino con un himatión y un peplo argivo (inv. S 676); torso femenino con peplo ático (inv. S 1072)..

El friso en altorrelieve, consta de 49 fragmentos escultóricos de mármol pentélico de tamaño medio natural, que fueron encontrados dispersos por todo el Ágora. Los fragmentos incluyen 26 cabezas y 6 torsos, lo que indica que había al menos 26 figuras, de las cuales al menos 11 eran masculinas y al menos 14 femeninas. Al menos dos de las figuras estaban sentadas. Uno de los torsos femeninos tiene un paño con el mismo patrón que la estatua de culto de Atenea, obra de Locro, que se encontraba dentro del templo. Ninguno de los hombres preservados está desnudo o completamente vestido. También hay una mano que sostiene una tela, un fragmento de paño, un brazo, 10 pies, y un par de ovejas. Algunos fragmentos muestran signos de pintura.
En 1951 se identificaron como partes de un único friso del siglo V a. C. a. C., que se denominó Friso de alto relieve del Ágora. Está claro que pertenecen a los frisos del pronaos y opistodomos de un templo, porque están diseñados para situarse por encima del nivel de los ojos, por su número y tamaño, porque se dividen en dos estilos diferentes (uno para el pronaos y otro para el opistodomos), y no tienen pedestales ni molduras (estos habrían estado separados). Se asociaron definitivamente con el Templo de Ares en 2019. Esto lo demuestra la escala de los fragmentos, sus lugares de hallazgo, que se agrupan alrededor de las fachadas este y oeste del templo.
Ambos frisos tenían una altura de unos 83,5 cm. El friso del pronaos, en el extremo este del templo, tenía 12 ms de largo. Parece que en él se mostraba a Anfitrite, Poseidón y Atenea a la izquierda, de cara a Apolo, a Zeus entronizado y a Hera a la derecha. Otros fragmentos pueden representar a Artemisa, Leto, Afrodita y Hefesto. La escena era probablemente la llegada de Apolo a Palene y su incorporación al culto local. El friso de opistodomos en el extremo oeste tenía 8 m de largo. Este friso parece haber representado el sacrificio prototípico a Atenea y Apolo en la primera celebración de su festival anual. La pareja está sentada en el centro de espaldas y una escena de sacrificio entre ellos (de la que no quedan fragmentos). A la izquierda de Atenea hay una Nike de pie y un Heracles sentado. A la derecha de Apolo había una Leto de pie y una Artemisa sentada. En los extremos izquierdo y derecho del friso había un par de ovejas que eran llevadas al sacrificio. No se han localizado con certeza esculturas de Ares, Afrodita y quizás Eros.
Estilísticamente, las esculturas muestran afinidades particulares con el friso oriental del Partenón, el friso oriental del Hefestión, la base de Némesis en Ramnunte y el friso oriental y el parapeto del templo del Templo de Atenea Niké. Estos paralelos indican una fecha ca. 430-425 a. C. Varios escultores trabajaron en diferentes figuras dentro del friso. Cuando el templo fue trasladado al Ágora, los frisos se desmontaron cincelando los pies y luego con una palanca para poder sacar los bloques. Dos de los fragmentos son reparaciones del período romano; una de ellas quedó sin terminar.

#### Cella

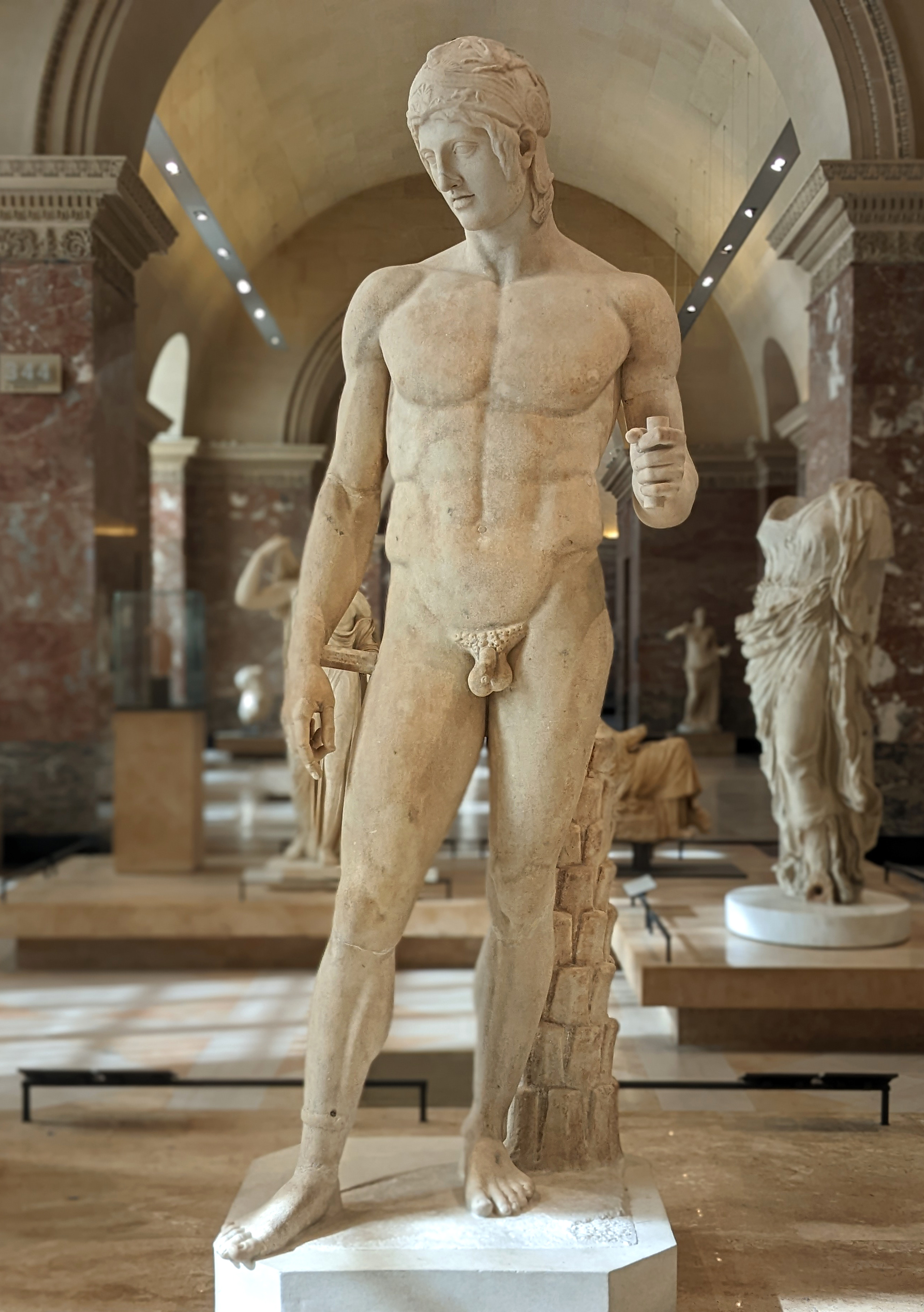
El Ares Borghese, a menudo identificado como una copia del Ares de Alcámenes.

Pausanias afirma que el templo contenía: «Dos imágenes de Afrodita, una de Ares hecha por Alcámenes y otra de Atenea hecha por un pario llamado Locro. También hay una imagen de Enio, hecha por los hijos de Praxíteles».
Alcámenes estuvo activo ca. 440-400 a. C. El Ares Borghese, actualmente en el Museo del Louvre (inv. Ma 866), ha sido identificado como una copia de su estatua de Ares desde el siglo XIX. Esta estatua de un joven imberbe está desnudo y se encuentra en contraposto con su peso sobre su pie izquierdo, su brazo derecho a su lado. Su brazo izquierdo sostiene una lanza, pero esta es una restauración moderna temprana; la mano izquierda original probablemente sostenía un escudo y quizás un lanza. Lleva un casco pseudoático decorado con grifos, palmetas y dos gatos. Un anillo alrededor de su tobillo derecho es probablemente un grillete, destinado a asegurar que la victoria en la guerra permaneciera siempre con los atenienses. Este motivo aparece en varias representaciones de Ares en Atenas a finales del siglo V a. C. Se conocen numerosas otras copias de esta estatua del período romano. Una de ellas se encontró en fragmentos en el Ágora (inv. S 475a-e) en el embalaje detrás del muro de la pantalla Buleuterio, donde fue depositada después de su erosión ca. 10-20 d. C. Andrew Stewart propone que el original se encontraba en el Aglaureo, Se trata de una estatua de bronce. Se habría trasladado al Templo de Ares, cuando se construyó bajo Augusto. El casco pseudoático de la estatua es una característica del período augusteo, tal vez añadido durante el traslado debido a daños en el original o por razones estilísticas.

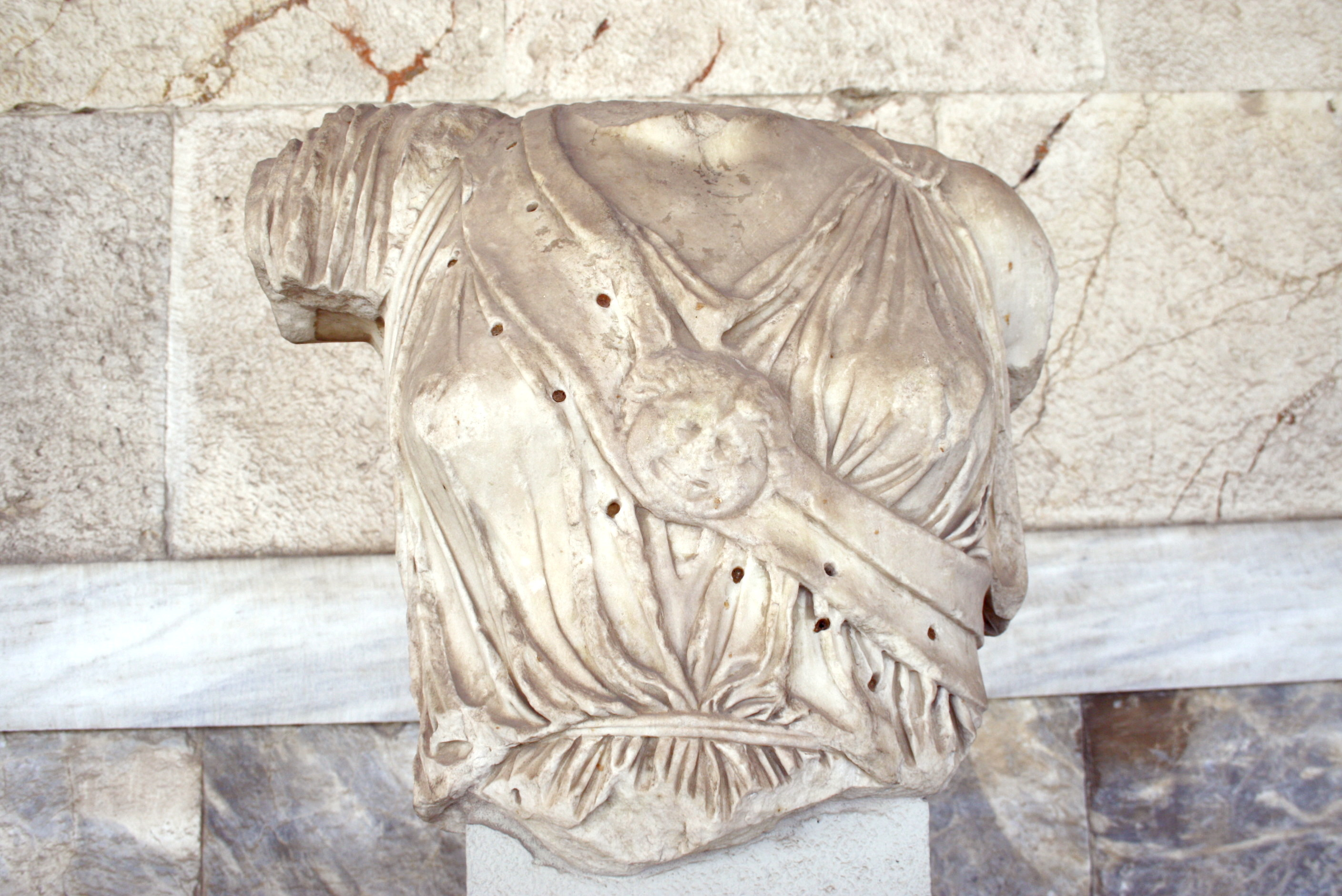
Torso de Atenea (inv. S 654), identificado como la estatua por Locro de Paros, asociada al templo.

Evelyn Byrd Harrison y Stewart proponen que la estatua de Atenea de Locro de Paros era la estatua de culto de Atenea Palenis del templo original. Stewart sostiene que la estatua de Atenea obre de Locro de Paros es un torso de mármol de Atenea (inv. S 654), que se encontró en un pozo bizantino al sur del templo. Se conoce una copia modificada de la estatua (con una cabeza de un prototipo diferente) del Templo de Al-Lat en Palmira. La estatua originalmente habría medido alrededor de 2,3 m de alto, incluido su casco y data de ca. 435-430 a. C. Vestía un quitón largo, anudado a la cintura. Su égida era una banda que le cruzaba el pecho desde el hombro derecho hasta la cadera izquierda, con el gorgoneion en el centro y serpientes de metal que brotaban de sus bordes (el torso que se conserva tiene agujeros en los que se insertaban). Sostenía un escudo en su brazo izquierdo y una lanza en posición vertical en su mano derecha. Varias características de los ropajes de esta estatua son compartidas con la estatua de Atenea del pronaos u opistodomos (inv. S 1072) y con una imagen de ella conocida en Paros, lo que sugiere que son productos del mismo artista. Es posible que se haya cortado un agujero en el hombro izquierdo para permitir a los trabajadores trasladar la estatua al Ágora. En cambio, Harrison identifica la estatua de Locr con la Atenea Giustiniani.

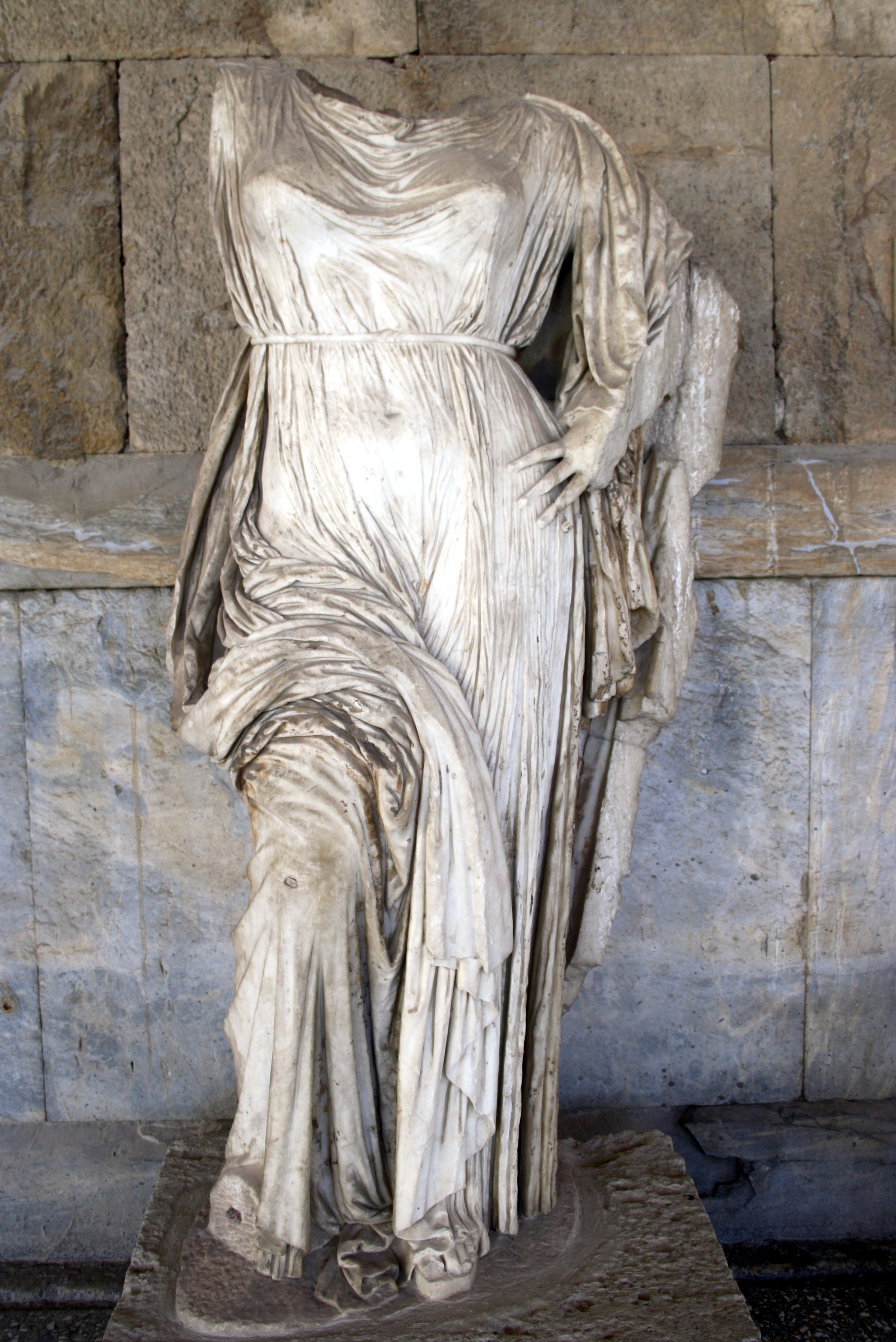
Torso femenino (inv. S 378), identificado como una de las estatuas de Afrodita asociadas con el Templo, originalmente la estatua de culto de Afrodita Hegemona en el Santuario del Pueblo y las Gracias.

Atenea y Ares podrían haber estado al final de la cella como las principales imágenes de culto del santuario, tal vez flanqueadas por las dos imágenes de Afrodita mencionadas por Pausanias. Estas han sido identificadas con dos torsos femeninos (inv. S 1882 y S 378) encontrados en el muro postheruliano con fragmentos arquitectónicos del templo. Estas estatuas están en la misma escala y se reflejan entre sí, ya que la primera apoya su peso sobre su pie derecho, sostiene algo (probablemente un cetro) en su mano izquierda y se inclina hacia la izquierda, mientras que la última apoya su peso sobre su pie izquierdo, se inclina hacia la derecha y podría haber sostenido un cetro. en su mano derecha (perdida). La primera es una estatua clásica de alrededor del 420 a. C., probablemente hecha por el "Maestro A", uno de los escultores que trabajaron en el parapeto del Templo de Atenea Niké. La última data del siglo III a. C.. y es probablemente la estatua de Afrodita Hegemona del Santuario del Pueblo y las Gracias. En el contexto augusteo, la estatua de Ares habría estado vinculada con el patrón de Augusto, Marte Ultor, la de Atenea con Minerva, y las dos estatuas de Afrodita con Venus como antepasada de la familia de Augusto, la gens Julia.

### Destrucción
Las vigas y artesonados del techo del templo fueron expoliados alrededor del año 1000 a. C. 270 y 300 d. C. para su uso como material de construcción para el muro de los hérulos, junto con las dos estatuas de Afrodita. Es posible que el templo ya haya sido dañado durante el Saqueo de Atenas en el 267 d. C., como muchas otras estructuras del Ágora. La estatua de Atenea del frontón oeste parece haber sido dañada y arrojada en este momento. El resto de la estructura parece haber estado intacta a principios del siglo V, cuando Edificio Cuadrado, edificio rectangular con cimientos de hormigón, fue construido directamente al norte del templo y su extremo oriental formaba uno de los bordes del patio norte del Palacio de los Gigantes. En este momento, los cristianos "desfiguraron sistemáticamente" las esculturas y quitaron los pechos de las femeninas. En algún momento del siglo VI d. C., los restos del templo fueron demolidos, las esculturas fueron quitadas, sus cabezas fueron cortadas y muchas de ellas fueron quemadas en hornos de cal. Esto pudo haber sucedido después de los edictos de Justiniano que cerraron la Academia (529-531) o después del saqueo eslavo de Atenas en el 582 d. C. Después de esto, los cimientos se cubrieron con limo del Erídano. El altar fue gravemente dañado por la construcción de dos pozos de almacenamiento en el período bizantino y un pozo en el período otomano.

## Tumba micénica

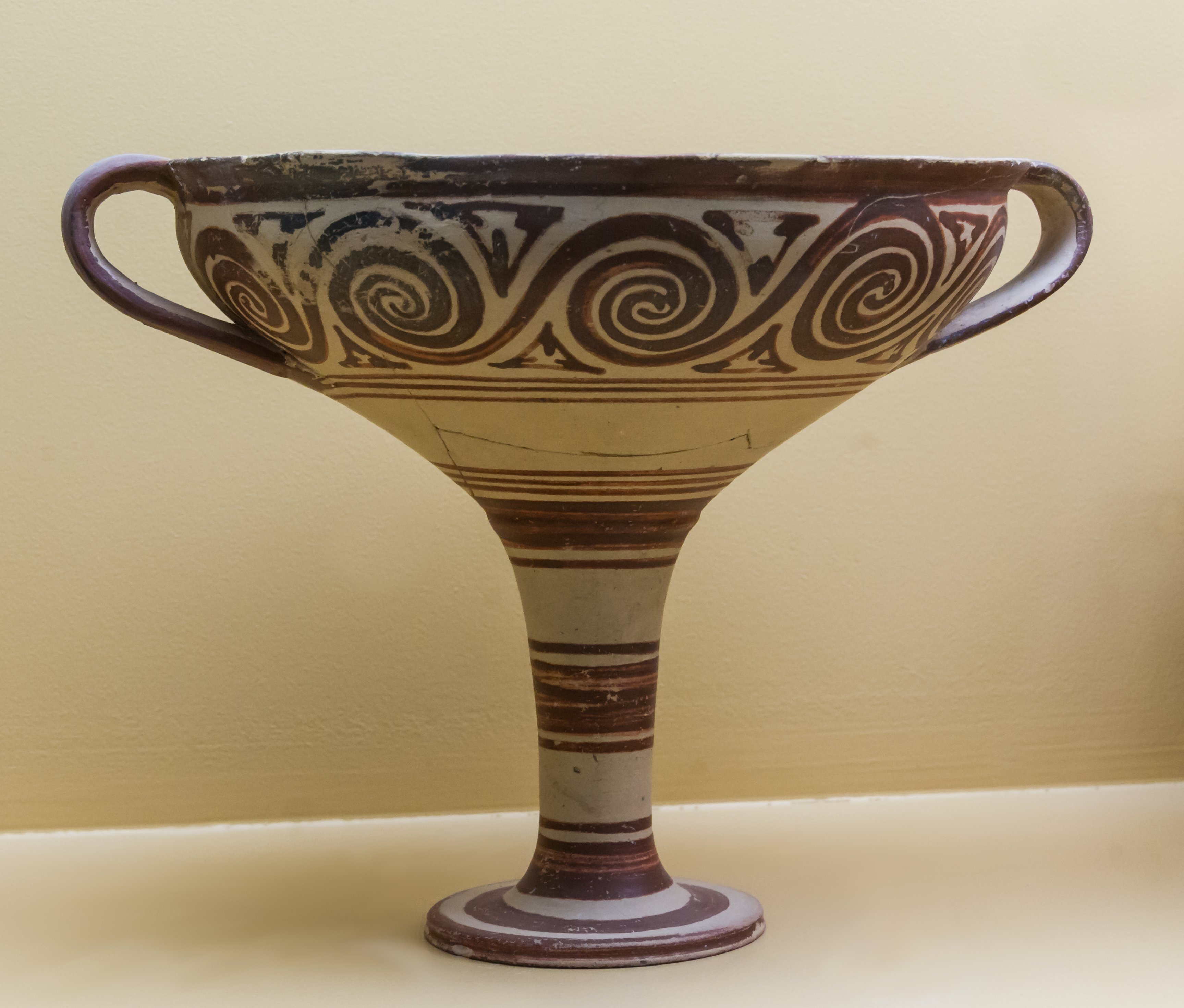
Kílix con tallo (inv. P 21243), Heládico Reciente IIIA, probablemente principios del, con un patrón en espiral derivado de los modelos minoicos, encontrado en la tumba de cámara micénica debajo del Templo de Ares.

Debajo de la esquina noroeste del templo en el Ágora hay una tumba de cámara micénica. Se han encontrado tumbas de este tipo en todo el Ágora, pero este es uno de los ejemplos mejor conservados y tiene una serie de características inusuales. Se utilizó para 14-16 enterramientos desde ca. 1450 hasta ca. 1200 a. C. (Heládico Reciente II-III). La tumba consistía en una habitación aproximadamente triangular cortada en el lecho de roca, con esquinas al oeste, este y norte. Medía unos 2 m de este a oeste, 2,85 m de norte a sur y tenía aproximadamente 1 m de altura. En la esquina suroeste había un nicho cuadrado de 0,50 x 0,50 metros. De manera inusual, hay dos corredores de acceso (dromoi). El original corre de este a oeste y termina en una pequeña puerta de 0,80 ms de ancho en la esquina suroeste de la cámara funeraria. El segundo dromos está ubicado en el lado noreste de la cámara y corre de noreste a sureste. Es corto, estrecho y empinado (1,58 m de largo x 0,75 m de ancho) y su puerta tiene solo 0,59 mde ancho. Parece continuar hacia el sureste más allá de la puerta de la cámara funeraria. Parece haber sido cortado más tarde, tal vez porque el dromos original había quedado bloqueado.
En el suelo de la tumba se enterraron cinco o más cuerpos con cerámica del Heládico Reciente II-IIIA (ca. 1450-1400 a. C.). Los huesos fueron barridos y tres cuerpos más fueron enterrados con cerámica del Heládico Reciente IIIA (ca. 1400 a. C.),  Se encontraron nueve puntas de flecha dentro del cráneo del último de estos, probablemente de un carcaj que se había alojado en él mientras el cuerpo se descomponía, en lugar de heridas de guerra. Estos cuerpos fueron cubiertos con 0,40 m de arena y luego otros seis o siete cuerpos fueron enterrados en la parte noreste de la tumba con cerámica y cuentas del Heládico Reciente IIIB-C (ca. 1300-1200 a. C.). En el periodo protogeométrico (ca. 1000 a. C.), la tumba fue reabierta y uno o más Los cuerpos incinerados fueron enterrados en la cámara. Un niño de cinco años fue enterrado en un pozo cavado en los dromoi occidentales poco después de esto. Es posible que todos estos entierros pertenecieran a una sola familia longeva.
Poco después del 480 a. C., unos obreros entraron accidentalmente en la cámara funeraria y alteraron uno de los esqueletos. Depositaron siete lécitos funerarios bajo las rodillas del esqueleto y volvieron a sellar la tumba. Dos lécitos más, depositados junto a la puerta oeste alrededor del 430 a. C., pueden ser el resultado de una segunda alteración. La cámara fue violada durante la construcción del templo de Ares. El edificio romano tardío se construyó directamente sobre la tumba, pero no la dañó. Estas intervenciones destruyeron tanto los dromoi como la parte superior sur de la cámara funeraria, pero el resto de la tumba no se vio afectado.

## Excavación

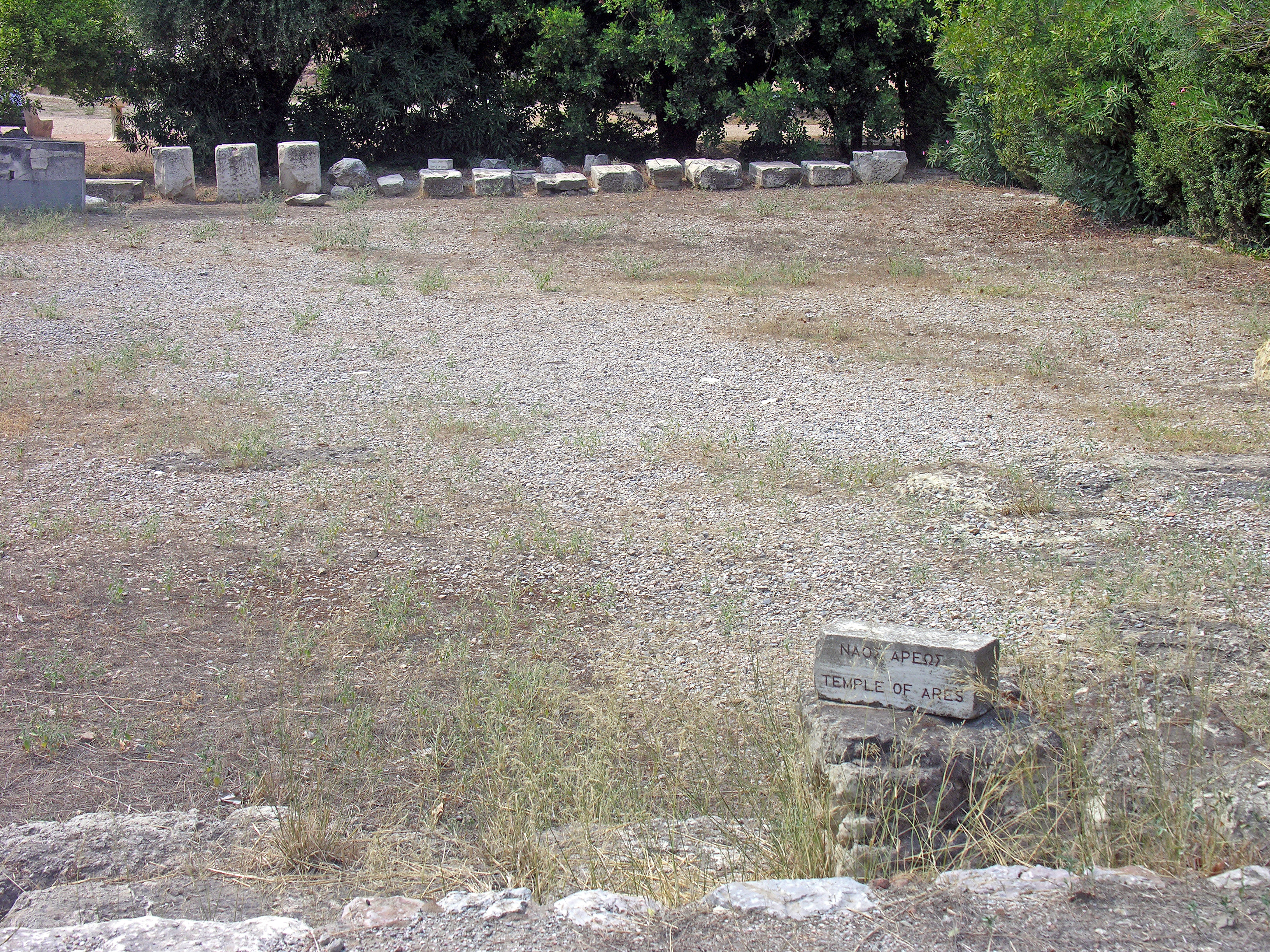
El área del Templo de Ares en el Ágora de Atenas, hoy enterrado nuevamente, mirando hacia el oeste.

El templo de Ares fue descubierto como parte de las excavaciones del Ágora, que la Escuela Americana de Estudios Clásicos de Atenas inició en 1931 bajo la dirección de Homer Thompson. Se encontró un triglifo del templo durante la primera temporada y se descubrieron varios fragmentos arquitectónicos en los años siguientes. Los cimientos del templo fueron descubiertos en 1937 y la reconstrucción inicial del templo a partir de los fragmentos fue realizada por William Bell Dinsmoor.
La estructura fue enterrada nuevamente en 1951, debido a que la excavación tendía a llenarse de agua durante el invierno. Margaret Crosby y Gerald F. Sullivan supervisaron este proceso y otras excavaciones realizadas al norte y al este del templo. La tumba micénica fue excavada durante esta temporada por Emily Townsend. Se utilizaron bloques de la superestructura para marcar el contorno del templo.
La mayor parte de la escultura del acroterio fue descubierto al norte del templo durante la construcción del Metro de Atenas-El Pireo en 1891. Fragmentos más pequeños de la pierna fueron descubiertos cerca del templo en 1951, lo que confirma la conexión con la estructura. El cuerpo principal se conserva ahora en el Museo Arqueológico Nacional de Atenas (inv. 1732). Las esculturas del frontón fueron descubiertas en 1950 y 1951.
Los cimientos originales del templo de Palenis se descubrieron durante las excavaciones de rescate en Stavros en 1994, llevadas a cabo por el 2.º Eforado de Antigüedades Prehistóricas y Clásicas, bajo la dirección de Manolis Korrés.